# كاري كورهونين
كاري كورهونين (بالفنلندية: Kari Korhonen) هو أخصائي فطريات وأحيائي فنلندي، ولد في 24 يوليو 1943.